# Dúplex (telecomunicaciones)
Dúplex es un término utilizado en telecomunicación para definir a un sistema que es capaz de mantener una comunicación bidireccional, enviando y recibiendo mensajes de forma simultánea. La capacidad de transmitir en modo dúplex está condicionado por varios niveles:
- Medio físico (capaz de transmitir en ambos sentidos)
- Sistema de transmisión (capaz de enviar y recibir a la vez)
- Protocolo o norma de comunicación empleado por los equipos terminales

Atendiendo a la capacidad de transmitir entera o parcialmente en modo dúplex, se pueden distinguir tres categorías de comunicaciones o sistemas: símplex, semidúplex (half-duplex) y dúplex (full-duplex).

## Dúplex (dúplex completo ofull duplex)

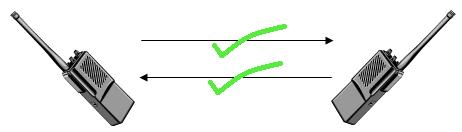
Una simple ilustración de un sistema de comunicación full-duplex.

La mayoría de los sistemas y redes de comunicaciones modernos funcionan en modo dúplex permitiendo canales de envío y recepción simultáneos. Podemos conseguir esa simultaneidad de varias formas:
- Empleo de frecuencias separadas (multiplexación en frecuencia)
- Cables separados

Nota: 
Por definición no deben existir colisiones en Ethernet en el modo <full-duplex> (dúplex-completo) aunque inusualmente existen. Un ejemplo podrían ser las conversaciones telefónicas, videollamadas o alguna actividad donde la transmicion fluya simultáneamente.

## Semidúplex (half duplex)

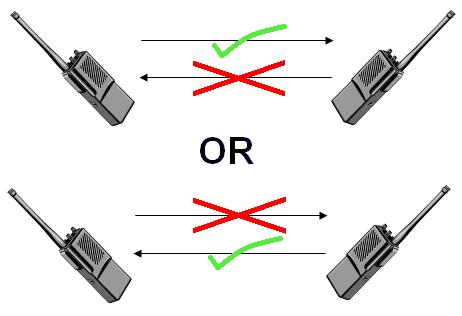
Una simple ilustración de un sistema de comunicación half duplex.

Una conexión semidúplex (a veces denominada una conexión alternada) es una conexión en la que los datos fluyen en una u otra dirección, pero no las dos al mismo tiempo. Con este tipo de conexión, cada extremo de la conexión transmite uno después del otro. Este tipo de conexión hace posible tener una comunicación bidireccional utilizando toda la capacidad de la línea. Puede darse el caso de una comunicación por equipos de radio, si los equipos no son full dúplex, uno no podría transmitir (hablar) si la otra persona está también transmitiendo (hablando) porque su equipo estaría recibiendo (escuchando) en ese momento. En radiodifusión, se da por hecho que todo duplex ha de poder ser bidireccional y simultáneo, pues de esta manera, se puede realizar un programa de radio desde dos estudios de lugares 
diferentes. Un ejemplo de esto podrían ser los cajeros o las CPU

## Símplex

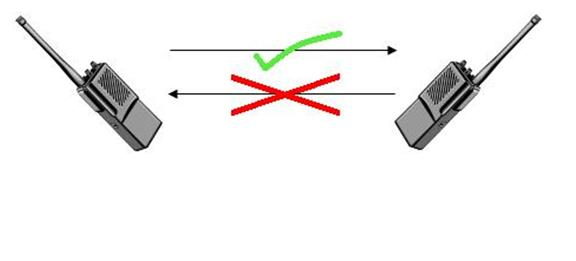
Una simple ilustración de un sistema de comunicación simplex

Únicamente permiten la transmisión en un sentido (unidireccional). Es aquel en el que una estación siempre actúa como fuente y la otra siempre como receptor. Es el más sencillo y el menos costoso de los tres. Un ejemplo típico es el caso de la fibra óptica; en estos casos se puede recurrir a sistemas en anillo o con doble fibra para conseguir una comunicación completa. Aunque en la actualidad ya existe la posibilidad de enviar y recibir señal a través de una sola fibra óptica pero en diferentes longitudes de onda.

## Definiciones de la UIT
La UIT en el Reglamento de Radiocomunicaciones, en su edición de 2016 define los modos de explotación de la siguiente manera:
Punto 1.125 explotación símplex: Modo de explotación que permite transmitir alternativamente, en uno u otro sentido de un canal de telecomunicación, por ejemplo, mediante control manual.
Punto 1.126 explotación dúplex: Modo de explotación que permite transmitir simultáneamente en los dos sentidos de un canal de telecomunicación.
Punto 1.127 explotación semidúplex: Modo de explotación símplex en un extremo del circuito de telecomunicación y de explotación dúplex en el otro.

## Emulación de canales dúplex sobre canales símplex
Los sistemas simplex pueden emular sistemas dúplex cuando se usa multiplexación de tiempo o de frecuencia para separar el canal de emisión del canal de recepción.
Estas técnicas son usadas en los teléfonos celulares y algunos estándares de comunicación de datos por radio.

### Duplexación por división de tiempo
La duplexación por división de tiempo (Time-Division Duplexing, TDD) es una técnica para convertir un canal simplex en un canal dúplex separando las señales enviadas y recibidas en intervalos de tiempos diferentes sobre el mismo canal usando acceso múltiple por división de tiempo.
La duplexación por división de tiempo tiene una gran ventaja en los casos en los que hay asimetría entre la velocidad del uplink y el downlink. Según aumenta la cantidad de data en el uplink, más capacidad de comunicación puede ser destinada a este, y si por el contrario el tráfico se vuelve más ligero, se puede reducir su capacidad. Lo mismo puede hacerse con el downlink.
Para sistemas de radio que no se mueven rápidamente, otra ventaja es que la ruta de las ondas del uplink y el downlink son muy similares. Esto significa que técnicas como la formación de rayo trabajan bien con sistemas TDD.
Ejemplos de duplexación por división de tiempo son:
- Las interfaces suplementarias de UMTS 3G, TD-CDMA para telecomunicaciones en interiores.
- El TD-LTE 4G chino, la interfase para comunicaciones móviles TD-SCDMA 3G.
- La telefonía inalámbrica DECT.
- Las redes de paquetes semidúplex basadas en acceso múltiple por detección de portadora, por ejemplo ethernet de dos cables o ethernet a través de un concentrador, redes de área local inalámbricas y bluetooth, pueden ser consideradas como sistemas de duplexación por división de tiempo, aunque no TDMA con marcos de ancho fijo.
- IEEE 802.16 WiMAX
- PACTOR

### Duplexación por división de frecuencia
La duplexación por división de frecuencia (Frequency-Division Duplexing, FDD) significa que el transmisor y el receptor operan a diferentes frecuencias portadoras. El término es usado frecuentemente entre los radio aficionados, donde un operador está tratando de contactar un repetidor. La estación debe ser capaz de enviar y recibir al mismo tiempo, y  hace esto alterando ligeramente la frecuencia a la que envía y recibe. Este modo de operación es referido como modo dúplex o modo complemento.
Se dice que las sub-bandas de uplink y downlink están separadas por el complemento de frecuencia. La duplexación por división de frecuencia puede ser eficiente en el caso de tráfico simétrico. En este caso la duplexación por división de tiempo tiende a desperdiciar ancho de banda durante el cambio de transmisión a recepción, tiene una mayor latencia inherente, y puede requerir circuitería más compleja.
Otra ventaja de la duplexación por división de frecuencia es que hace el planeamiento de radio mucho más fácil y más eficiente, porque las estaciones bases no se "escuchan" entre ellas (transmiten y reciben en diferentes sub-bandas) y por lo tanto normalmente no se interfieren entre ellas. Otra ventaja de la duplexación en frecuencia sobre la de tiempo es que en la duplexación por división de tiempo se deben usar tiempos de guardia entre estaciones bases vecinas (lo que decrementa la eficiencia en el uso del espectro) o se necesita sincronizar estaciones bases, para que puedan transmitir y recibir al mismo tiempo (lo que incrementa la complejidad y por lo tanto el costo, y reduce la flexibilidad de uso de ancho de banda porque todas las estaciones bases y sectores estarán forzados a usar la misma relación uplink/downlink).
Ejemplos de sistemas de duplexación por división de frecuencia son:
- ADSL y VDSL
- La mayoría de los sistemas celulares, incluyendo el modo de duplexación por división de frecuencia UMTS/WCDMA y el sistema CDMA2000.
- El modo de duplexación por división de frecuencia del IEEE 802.16 WiMAX.

### Cancelación de eco
Los sistemas dúplex de audio como los teléfonos pueden crear eco, que necesita ser eliminado. El eco ocurre cuando el sonido saliendo de un altavoz, originado en el otro extremo, vuelve a entrar en el micrófono y es enviado de regreso al otro extremo. El sonido entonces reaparece en el extremo donde fue producido pero retrasado. Esta ruta de retro-alimentación puede ser acústica, a través del aire, o puede ser mecánicamente acoplado, por ejemplo en un aparato de teléfono. La cancelación del eco es una operación de procesamiento de señales que substrae la señal del extremo contrario de la señal del micrófono antes de enviarla a la red.
La cancelación de eco se encuentra en el corazón de los estándares de módem V.32, V.34, V.56 y V.90.
Canceladores de eco están disponibles de ambas formas en implementaciones de software y de hardware. Pueden ser componentes independientes en un sistema de comunicaciones integrado en la unidad central de procesamiento del sistema de comunicaciones. Dispositivos que no eliminan eco algunas veces no producirán una buena duplexación.